# Lhotka (kraj morawsko-śląski)
Lhotka – wieś gminna i gmina w powiecie Frydek-Mistek, w kraju morawsko-śląskim, w Czechach.
Miejscowość położona jest na Morawach, na zachodzie sąsiaduje z Kozlovicami, na północy z Palkovicami na wschodzie z Metylovicami i Pstružami.
Pierwsza wzmianka pochodzi z 1359. W 1869 wieś liczyła 464 mieszkańców, w 1921 521, a w 1970 520.